# ダイナミックパッケージ
ダイナミックパッケージ（略称DP）とは、航空便をはじめとする交通手段と宿泊施設を任意に組み合わせることができる旅行商品である。欧米のオンライン旅行会社が2002年頃からサービスを開始している。

## 概要
日本では、住友商事系のグローバルトラベルオンラインが2005年10月に海外旅行を対象として初参入し、国内旅行ではジェイティービーが2005年6月に「組み立て旅行」の商品名で開始した。以後、他社も追従した。日本では手配旅行に形態が類似しているが、日本旅行業協会・全国旅行業協会の定めた「インターネットを利用した旅行取引に関するガイドライン (PDF) 」では、旅行業法施行要領により募集型企画旅行として扱うことが示されている。
顧客は旅行会社のウェブサイトで、出発地・目的地・日程・人数を入力し検索する。旅行会社のシステムは、自動的に、旅行会社自身や提携している企業（旅行会社・格安航空券販売旅行会社・航空会社・宿泊予約サイトなど）の予約システムに照会し、結果を顧客に提示する。顧客は、価格の安い順などに並べられた検索結果を自己の判断で比較選択し、申込みと決済を行う。これらの手順はウェブ上で完結することが多い。
航空券は、顧客に予め現物を配送したり、空港・旅行会社窓口で手渡したりするケースと、eチケット（チケットレス）方式の二通りがある。
交通手段が航空機であれば、（日本発の海外旅行の場合）包括旅行者運賃/格安航空券を取り扱えるため、自由旅行よりも安く済む可能性があるのが利点である。

### パッケージツアーとの違い
ダイナミックパッケージは、従来のパッケージツアーのネット予約とは異なる概念である。
定義は以下4つであり、欧米のダイナミックパッケージサイトはこれらを満たしているが、日本では海外・国内のどちらかに取扱が偏っている（限られている）ため、以下全てを満たさない主催旅行会社がある。
1. 各コンポーネントの手配を一気に、自動で行う:交通機関 宿泊施設 その他必要なもの（レンタカー、現地ツアー等）をシステムが自動で予約する（サービス会社側で電話やファックスの手配などの人手を介さない）。
2. 可能な限りの選択肢を与える:出発地点から目的地点への出来る限りすべての交通機関を提供する。目的地点での豊富な宿泊施設を提供する。
3. 自由でダイナミックな旅程を可能とする:複数都市訪問や台北2泊バリ4泊等従来のパッケージツアーにない旅程の実現。1泊～30泊などの設定や2名一室や1名一室、子供添い寝などの選択。
4. ダイナミック（動的）な料金設定:固定的な価格でなく、弾力的な価格（毎日価格が異なる）。日程により刻々と変化する動的な料金表示を、人手を介さずシステムで実現する。また、航空券とホテルのバラ手配の価格より安くすること。

## 日本での状況
国内旅行の場合、フリープランが先行して普及したため知名度が低かったが、インターネット旅行予約の浸透に伴い、2000年代後半以降、取り扱う旅行会社が増えてきている。海外旅行の場合、従来の旅行プランでは設定がない行先やホテルも選択できることや、格安航空券を積極的に扱うことで費用が安く済むことから、旅慣れた者には有利である。空港からホテルまでの送迎は原則的に無いが、日本の動的パッケージ商品では付いている場合もある。
主に海外旅行か国内旅行のどちらか一方を取り扱う旅行会社が多い。海外旅行は予約システムの間で価格競争が活発で、航空券の供給状況によって急激に価格が下がることがある。
国内旅行では、2006年（平成18年）に株式会社ホワイトベアーファミリーが運営する「TourJapan」が初めて動的パッケージを提供し日本経済新聞にも掲載される他、ジェイティービーの運営するるるぶトラベルの宿泊プランを利用する「るるぶトラベルツアー」、楽天トラベルの宿泊プランを利用する「ANA楽パック・ジャルパック」ANAセールスの宿泊プランを利用する「旅作」、じゃらんnetの宿泊プランを利用する「JALじゃらんパック・ANAじゃらんパック」がある。これにより、旅行者は航空券と宿泊施設を自由に組み合わせて予約できるようになり、旅行の選択肢が広がった。
店頭販売を中心とするパックツアーでは、出発の前日15:59までの予約が可能である。ただし、6日前以降は旅行代金が上がるケースが多い。
JRを含む国内動的パッケージは、楽天トラベルがJR東日本管内で、JRと宿泊とレンタカーを組み合わせたプランを販売しているが、JRは自由席利用のみである。
楽天トラベル・じゃらんnetは、航空会社ごとに企画実施会社が異なるため、航空会社を変更して旅行代金を比較するには、それぞれを検索しなければならない。ジェイティービーの「るるぶトラベルツアー」は、企画実施がジェイティービーなので、タブの切り替えで簡単に利用航空会社による旅行代金の比較が可能である。
国内旅行の動的パッケージでは海外と同等に、周遊旅行を想定してオープンジョーや一泊毎の宿泊施設選択が可能であったりする。